# 김성주 (1922년)

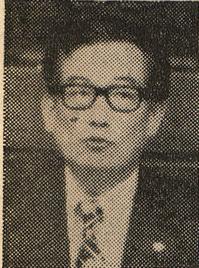
1974년 국회에서 발언하는 모습

김성주(金聖柱, 1922년 7월 26일~2014년 4월 29일, 부산)는 대한민국의 경찰 출신 정치인이다. 제9대 국회의원을 지냈다.
본관은 경주이다. 정보 계통 경찰 출신으로 치안본부장과 경상남도지사를 지냈다.

## 학력
- 1939년 : 부산제일상업학교 졸업
- 1942년 : 일본 메이지 대학 법과 학사

## 약력
- 1957년 : 경상남도 의령경찰서장
- 1960년 : 경상남도 경찰국 경무과장 (총경)
- 1961년 : 경찰전문학교 교수
- 1962년 : 중앙정보학교 교관
- 1972년 : 중앙정보부 서울분실장
- 1972년 : 국제문제연구소 연구위원
- 1973년 ~ 1976년 : 제9대 국회의원 (유신정우회)
- 1976년 ~ 1978년 : 치안본부장
- 경상남도지사

## 역대 선거 결과
| 실시년도 | 선거 | 대수 | 직책     | 선거구           | 정당       | 득표수 | 득표율      | 순위 | 당락 | 비고 |
| -------- | ---- | ---- | -------- | ---------------- | ---------- | ------ | ----------- | ---- | ---- | ---- |
| 1973년   | 총선 | 9대  | 국회의원 | 통일주체국민회의 | 유신정우회 |        | \| \| 0% \| | 지명 |      | 초선 |
|          | 0%   |      |          |                  |            |        |             |      |      |      |